# Emakumeen Bira 2018
De Emakumeen Bira XXXI 2018 werd verreden van zaterdag 19 mei tot en met dinsdag 22 mei in Baskenland, Spanje. Het was de 31e editie van de rittenkoers, die vanaf deze editie behoorde tot de UCI Women's World Tour. De ronde telde vier etappes, inclusief een tijdrit. Titelverdedigster was de Zuid-Afrikaanse Ashleigh Moolman-Pasio.
De openingsrit werd gewonnen door Sabrina Stultiens, nadat zij weg wist te rijden uit een kopgroep met o.a. Anna van der Breggen en Annemiek van Vleuten. De tweede etappe was een tijdrit over bijna 28 kilometer die gewonnen werd door Van Vleuten, die tevens de leiding overnam, met veertien seconde voorsprong op Van der Breggen. In de regenachtige derde etappe wist een kopgroep van tien rensters het peloton voor te blijven. Op de laatste klim demarreerde Pauliena Rooijakkers, maar zij werd na de afdaling, op vier kilometer voor de finish weer ingerekend, waarna Amy Pieters de sprint won. De Nieuw-Zeelandse Georgia Williams naderde haar ploeggenote Van Vleuten tot op drie seconde in het klassement. De slotrit werd gewonnen door de Australische Amanda Spratt, na een solo van ruim 50 kilometer; zij wist Elisa Longo Borghini en Olga Zabelinskaya ruim een minuut voor te blijven en het peloton zelfs met ruim twee minuten, waardoor Spratt tevens de leiderstrui overnam van haar ploeggenote Van Vleuten. Van der Breggen werd derde en pakte de puntentrui en Williams was de derde renster van Mitchelton-Scott in de top vier; Longo Borghini klom door haar ontsnapping tot de vijfde plaats. De beste jongere was de Nederlandse Aafke Soet, de Italiaanse Asja Paladin won de bolletjestrui, de Poolse Katarzyna Pawlowska won de trui van de tussensprints en Ane Santesteban was met haar elfde plek de beste Baskische renster.

## Teams
Er doen 24 UCI-teams mee, waaronder één Belgische en drie Nederlandse ploegen. Van de 15 beste teams die automatisch een uitnodiging kregen, zijn het Nederlandse Team Sunweb en het Noorse Hitec Products afwezig. Bij de favorieten horen de Zuid-Afrikaanse titelverdedigster Ashleigh Moolman-Pasio, Olympisch kampioene Anna van der Breggen, wereldkampioene tijdrijden Annemiek van Vleuten en de Italiaans kampioene Elisa Longo Borghini.
| Nrs.  | UCI-teams           |
| ----- | ------------------- |
| 1-6   | Cervélo-Bigla       |
| 11-16 | Aromitalia Vaiano   |
| 21-26 | Bizkaia-Durango     |
| 31-36 | Movistar Team       |
| 41-46 | Alé Cipollini       |
| 51-56 | Astana              |
| 61-66 | BePink              |
| 71-76 | Sopela Women's Team |

| Nrs.    | UCI-teams                          |
| ------- | ---------------------------------- |
| 81-86   | FDJ Nouvelle-Aquitaine Futuroscope |
| 91-96   | Boels Dolmans                      |
| 101-106 | Mitchelton-Scott                   |
| 111-116 | Cylance                            |
| 121-126 | Lotto Soudal Ladies                |
| 131-136 | Parkhotel Valkenburg               |
| 141-146 | BTC City Ljubljana                 |
| 151-156 | Team Virtu                         |

| Nrs.    | UCI-teams                                 |
| ------- | ----------------------------------------- |
| 161-166 | Servetto - Stradalli Cycle - Alurecycling |
| 171-176 | Top Girls Fassa Bortolo                   |
| 181-186 | Valcar PBM                                |
| 191-196 | Cogeas-Mettler                            |
| 201-206 | Waowdeals                                 |
| 211-216 | Wiggle High5                              |
| 221-226 | WNT-Rotor                                 |
| 231-236 | Canyon-SRAM                               |

## Etappe-overzicht
| etappe | datum | start           | finish          | profiel             | afstand | winnaar              | klassementsleider    |
| ------ | ----- | --------------- | --------------- | ------------------- | ------- | -------------------- | -------------------- |
| 1e     | 19-5  | Legazpi         | Legazpi         | Heuvelrit           | 108 km  | Sabrina Stultiens    | Sabrina Stultiens    |
| 2e     | 20-5  | Vitoria-Gasteiz | Vitoria-Gasteiz | Individuele tijdrit | 28 km   | Annemiek van Vleuten | Annemiek van Vleuten |
| 3e     | 21-5  | Aretxabaleta    | Aretxabaleta    | Heuvelrit           | 122 km  | Amy Pieters          | Annemiek van Vleuten |
| 4e     | 22-5  | Iurreta         | Iurreta         | Vlakke rit          | 120 km  | Amanda Spratt        | Amanda Spratt        |

## Etappe-uitslagen

### 1e etappe
| Zaterdag 19 mei: Legazpi - Legazpi (108 km) |                      |               |          |
| Plaats                                      | Naam                 | Ploeg         | Tijd     |
| Winnaar                                     | Sabrina Stultiens    | Waowdeals     | 2u51'24" |
| 2                                           | Lisa Brennauer       | Wiggle High5  | + 17"    |
| 3                                           | Giorgia Bronzini     | Cylance       | z.t.     |
| 4                                           | Anna van der Breggen | Boels Dolmans | z.t.     |
| 5                                           | Elena Cecchini       | Canyon-SRAM   | z.t.     |

### 2e etappe (ITT)
| Zondag 20 mei: Vitoria-Gasteiz - Vitoria-Gasteiz (28 km) |                        |                  |         |
| Plaats                                                   | Naam                   | Ploeg            | Tijd    |
| Winnaar                                                  | Annemiek van Vleuten   | Mitchelton-Scott | 34'00"  |
| 2                                                        | Anna van der Breggen   | Boels Dolmans    | + 14"   |
| 3                                                        | Lisa Brennauer         | Wiggle High5     | + 44"   |
| 4                                                        | Ashleigh Moolman-Pasio | Cervélo-Bigla    | + 53"   |
| 5                                                        | Georgia Williams       | Mitchelton-Scott | + 1'10" |

### 3e etappe
| Maandag 21 mei: Aretxabaleta - Aretxabaleta (122 km) |                    |                |          |
| Plaats                                               | Naam               | Ploeg          | Tijd     |
| Winnaar                                              | Amy Pieters        | Boels Dolmans  | 3u02'00" |
| 2                                                    | Emilia Fahlin      | Wiggle High5   | z.t.     |
| 3                                                    | Clara Koppenburg   | Cervélo-Bigla  | z.t.     |
| 4                                                    | Ane Santesteban    | Alé Cipollini  | z.t.     |
| 5                                                    | Maria Novolodskaya | Cogeas-Mettler | z.t.     |

### 4e etappe
| Dinsdag 22 mei: Iurreta - Iurreta (120 km) |                      |                  |          |
| Plaats                                     | Naam                 | Ploeg            | Tijd     |
| Winnaar                                    | Amanda Spratt        | Mitchelton-Scott | 3u19'25" |
| 2                                          | Elisa Longo Borghini | Wiggle High5     | + 1'16"  |
| 3                                          | Olga Zabelinskaya    | Cogeas-Mettler   | z.t.     |
| 4                                          | Małgorzata Jasińska  | Movistar Team    | + 2'12"  |
| 5                                          | Ane Santesteban      | Alé Cipollini    | z.t.     |

## Eindklassementen

### Algemeen klassement
| Plaats     | Naam                   | Ploeg            | Tijd     |
| ---------- | ---------------------- | ---------------- | -------- |
| Witte trui | Amanda Spratt          | Mitchelton-Scott | 9u50'26" |
| 2          | Annemiek van Vleuten   | Mitchelton-Scott | + 48"    |
| 3          | Anna van der Breggen   | Boels Dolmans    | + 59"    |
| 4          | Georgia Williams       | Mitchelton-Scott | + 1'20"  |
| 5          | Elisa Longo Borghini   | Wiggle High5     | + 1'27"  |
| 6          | Ashleigh Moolman-Pasio | Cervélo-Bigla    | + 1'42"  |
| 7          | Olga Zabelinskaya      | Cogeas-Mettler   | + 1'52"  |
| 8          | Pauliena Rooijakkers   | Waowdeals        | + 2'07"  |
| 9          | Clara Koppenburg       | Cervélo-Bigla    | + 2'34"  |
| 10         | Małgorzata Jasińska    | Movistar Team    | + 3'13"  |

### Puntenklassement
| Plaats      | Naam                 | Ploeg            | Punten |
| ----------- | -------------------- | ---------------- | ------ |
| Oranje trui | Anna van der Breggen | Boels Dolmans    | 48     |
| 2           | Annemiek van Vleuten | Mitchelton-Scott | 44     |
| 3           | Lisa Brennauer       | Wiggle High5     | 41     |

### Bergklassement
| Plaats        | Naam                 | Ploeg            | Punten |
| ------------- | -------------------- | ---------------- | ------ |
| Bolletjestrui | Asja Paladin         | Valcar PBM       | 19     |
| 2             | Amanda Spratt        | Mitchelton-Scott | 18     |
| 3             | Anna van der Breggen | Boels Dolmans    | 15     |

### Tussensprintklassement
| Plaats      | Naam                | Ploeg            | Punten |
| ----------- | ------------------- | ---------------- | ------ |
| Blauwe trui | Katarzyna Pawlowska | Team Virtu       | 23     |
| 2           | Mieke Kröger        | Team Virtu       | 6      |
| 3           | Amanda Spratt       | Mitchelton-Scott | 5      |

### Jongerenklassement
| Plaats    | Naam               | Ploeg            | Tijd     |
| --------- | ------------------ | ---------------- | -------- |
| Roze trui | Aafke Soet         | WNT-Rotor        | 9u54'45" |
| 2         | Maria Novolodskaya | Cogeas-Mettler   | + 18"    |
| 3         | Alexandra Manly    | Mitchelton-Scott | + 4'59"  |

## Klassementsverloop
| Etappe           | Winnaar              | Algemeen klassement  | Puntenklassement     | Bergklassement      | Tussensprintklassement | Jongerenklassement | Beste Baskische | Ploegenklassement |
| ---------------- | -------------------- | -------------------- | -------------------- | ------------------- | ---------------------- | ------------------ | --------------- | ----------------- |
| 1e               | Sabrina Stultiens    | Sabrina Stultiens    | Sabrina Stultiens    | Małgorzata Jasińska | Katarzyna Pawlowska    | Nadia Quagliotto   | Ane Santesteban | Waowdeals         |
| 2e               | Annemiek van Vleuten | Annemiek van Vleuten | Lisa Brennauer       | Małgorzata Jasińska | Katarzyna Pawlowska    | Aafke Soet         | Eider Merino    | Mitchelton-Scott  |
| 3e               | Amy Pieters          | Annemiek van Vleuten | Lisa Brennauer       | Asja Paladin        | Katarzyna Pawlowska    | Maria Novolodskaya | Ane Santesteban | Mitchelton-Scott  |
| 4e               | Amanda Spratt        | Amanda Spratt        | Anna van der Breggen | Asja Paladin        | Katarzyna Pawlowska    | Aafke Soet         | Ane Santesteban | Mitchelton-Scott  |
| Eindklassementen | Eindklassementen     | Amanda Spratt        | Anna van der Breggen | Asja Paladin        | Katarzyna Pawlowska    | Aafke Soet         | Ane Santesteban | Mitchelton-Scott  |